# 1948 у футболі
Нижче наведені футбольні події 1948 року у всьому світі.

## Засновані клуби
- Динамо (Бухарест) (Румунія)
- Кельн (Німеччина)
- Малага (Іспанія)
- Олександрія
- Омонія (Кіпр)
- Університатя (Крайова) (Румунія)
- ЦСКА (Софія) (Болгарія)

## Національні чемпіони
- Англія: Арсенал (Лондон)
- Аргентина: Індепендьєнте (Авельянеда)
- Болгарія: ЦСКА (Софія)
- Ісландія: КР
- Парагвай: Олімпія (Асунсьйон)
- Швеція: Норрчепінг
- Шотландія: Гіберніан